# 16. grönländischer Landesratswahlkreis
Der 16. grönländische Landesratswahlkreis war von 1961 bis 1979 ein Landesratswahlkreis in Grönland. Der Wahlkreis umfasste die Gemeinde Ittoqqortoormiit.

## Vertreter
Folgende Personen vertraten den Wahlkreis:
| Wahlperiode | Landesrat                              | 1. Stellvertreter        | 2. Stellvertreter | Anmerkung                          |
| ----------- | -------------------------------------- | ------------------------ | ----------------- | ---------------------------------- |
| 1961–1963   | Magtakalât Ârĸê (nicht 1962)           | ?                        | ?                 | Wahlkreis 1962 ohne Vertreter      |
| 1963–1967   | Magtakalât Ârĸê (nicht 1965 I, 1966 I) | Sivert Petersen (1966 I) | ?                 | Wahlkreis 1965 (I) ohne Vertreter  |
| 1967–1971   | Jakob Simonsen (nicht 1969 II)         | Boas Boassen             | Frederik Ârĸê     | Wahlkreis 1969 (II) ohne Vertreter |
| 1971–1975   | Andreas Sanimuínaĸ                     | Frederik Ârĸê            | Jakob Sanimuínaĸ  |                                    |
| 1975–1979   | Emil Ârĸê                              | Frederik Ârĸê            | Kristian Kunaĸ    |                                    |